# 2020-as hegyi-karabahi tűzszüneti megállapodás
A 2020-as hegyi-karabahi tűzszüneti megállapodás egy olyan tűzszüneti megállapodás, mely véget vetett a 2020-as hegyi-karabahi háborúnak. November 9-én Azerbajdzsán elnöke, İlham Əliyev, Örményország miniszterelnöke, Nikol Pasinján és Oroszország elnöke, Vlagyimir Putyin írta alá, és moszkvai idő szerint november 10-én 00:00-kor minden harcnak véget kell vetni. A saját magát függetlennek kikiáltó Hegyi-Karabah Köztársaság köztársasági elnöke, Arajik Harutjunjan szintén beleegyezett a harcok beszüntetésébe.

## Előzmények
2020. szeptember 27-én kiújultak a harcok Azerbajdzsán és a saját magát függetlennek tekintő Hegyi-Karabah Köztársaság között. Azerbajdzsán az ezt követő hat hét alatt több területet is megszerzett, melynek a csúcsa a stratégiailag fontos Şuşa elfoglalása volt. Ez késztette a feleket arra, hogy 2020. november 9-én aláírják a tűzszüneti megállapodást.

## Áttekintés

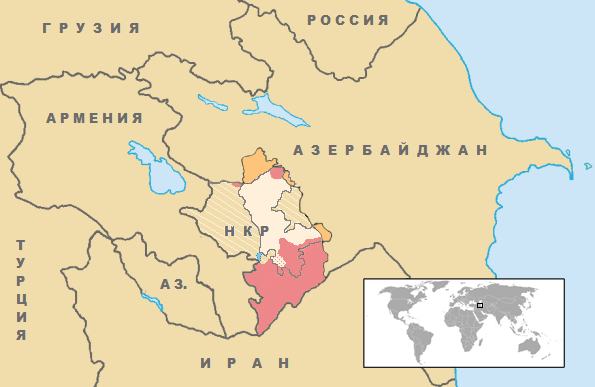
A frontvonalak helye a tűzszünet aláírásakor. Azerbajdzsán területi nyereségét vörössel jelölték, az orosz békefenntartók által megfigyelt Laçıni-korridor kék, az Örményország által Azerbajdzsánnak átadandó területek pedig csíkozva vannak jelölve.

A megegyezés értelmében mindkét fél átadja a másiknak a hadifoglyokat és a holttesteket. Ezen felül az örmény seregek december 1-ig kivonulnak a Hegyi-Karabahot körbevevő, általuk ellenőrzött területekről, továbbá a Laçıni-korridor biztosítása érdekében Oroszország a szárazföldi haderejéből 2000 főt küld öt évre a helyszínre, hogy ezt a területet megfigyelés alatt tarthassa. Azerbajdzsán szerint Törökország is részt vesz a békefenntartó műveletekben. Ezen felül Azerbajdzsán hozzáférést kap nahicseváni exklávéjához, melyet Azerbajdzsántól egy örmény ösvény választ el, és közel fekszik Törökország valamint Irán határához.  Orosz erők is biztosítják az Azerbajdzsánból Nahicsevánba vezető utakat.

## A megállapodás részletei
A multilaterális egyezmény szövege a következő:
Mi, Azerbajdzsán elnöke, İ. Əliyev, Örményország miniszterelnöke, N. V.  Pasinján és Oroszország elnöke, V. V. Putyin a következőkben állapodtunk meg:
1. Moszkvai idő szerint 2020. november 10-én 00:00-kor minden harci cselekmény véget ér a karabahi konfliktusban. Az ezután feleknek nevezett Hegyi-Karabahi Köztársaság és Azerbajdzsán megállnak azoknál a pontoknál, melyeket addig elfoglaltak.
2. Ağdami járás 2020. november 20-án visszakerül az Azerbajdzsáni Köztársasághoz.
3. A Hegyi-Karabahban és a Laçıni-korridor mentén létrejövő közös találkozási vonalakban az Orosz Föderáció 1960 főből, az ő kis kaliberű fegyvereikből, valamint 90 katonai járművéből és 380 automata egységből álló kontingenst küld a területre, ahol békefenntartó szerepet töltenek be
4. Az Oroszországi Föderáció az örmény fegyveres erők kivonulásával párhuzamban vonul be a területre. Az Oroszországi Föderáció békefenntartó missziójának ideje öt év, mely terminus újabb öt évvel meghosszabbodik, amennyiben ennek ellenkezőjét nem kérelmezi valamelyik fél legalább 6 hónappal a terminus lejárta előtt.
5. A tűzszünet ellenőrzése céljából egy olyan békefenntartói központ kerül kialakításra, mellyel a felek megvalósítási törekvéseit tudják jobb hatékonysággal ellenőrizni.
6. Az Örmény Köztársaság 2020. november 15-ig visszaadja Azerbajdzsánnak Kəlbəcəri járást, a Laçıni járást pedig december 1-ig. Az 5 km széles Laçıni-korridor – mely hozzáférést biztosít Örményországnak Hegyi-Karabahhoz – az Oroszországi Föderáció által kiállított békefenntartó kontingens ellenőrzése alá kerül. A korridoron belüli Şuşa azeri ellenőrzés alatt marad. A Felek egyetértésével a következő három évben olyan tervet készítenek, mely alapján a Laçıni-korridoron keresztül vezető út jön létre a Hegyi-Karabah és Örményország között, melyen szabad mozgás lesz, és az ide vezényelt orosz alakulatok segítségével biztonságban meg lehet közelíteni Hegyi-Karabahot. Az Azerbajdzsáni Köztársaság garantálja a Laçıni-korridoron keresztül az állampolgárok, a járművek és a javak biztonságos szállítását.
7. Az ENSZ Menekültügyi Főbiztossága felügyeletével visszatérhetnek Hegyi-Karabahba az országon belülre elmenekültek illetve a nemzetközi menekültek is.
8. Kicseréli a hadifoglyokat, elítélteket és fogva tartottakat, valamint az áldozatok maradványait.
9. Elhárítanak a régióban minden, a kereskedelmet vagy a szállítást gátló akadályt. Az Örmény Köztársaság biztosítja a biztonságos közlekedési kapcsolatokat Azerbajdzsán és annak Nahicseván tartománya között, hogy megszervezzék a polgárok, a járművek és a rakományok akadálytalan továbbítását mindkét irányban. A rakományok ellenőrzését az orosz FSB Határrendvédelmi része biztosítja. A Felek megállapodása alapján az Azerbajdzsánt Nahcsevánnal összekötő infrastruktúra építése kezdődik majd el.[8][9][10][11]

## Reakciók

### Örményország
A szerződés aláírása után Nikol Pasinján miniszterelnök azt állította: „Ez nem győzelem, de addig nincs vereség, míg vesztesnek nem tartjuk magunkat. Soha nem fogjuk magunkat vesztesnek érezni, és ennek egy olyan új korszak kezdetének kell lennie, ahol nemzetünk egyesül és újjászületik.” Véres tüntetések kezdődtek Jerevánban a tűzszünet bejelentése után. Az örmény parlament házelnökét, Ararat Mirzoyant is megütötték.

### Azerbajdzsán
A megállapodással kapcsolatban İlham Əliyev, Azerbajdzsán elnöke ezt mondta: „Ez a nyilatkozat kifejezi Örményország kapitulálását. Ezzel a nyilatkozattal véget ér a több éve tartó megszállás.” Azerbajdzsán-szerte nagy ünnepségek kezdődtek, melyek közül a legnagyobb helyszíne Baku volt.

### Nemzetközi

#### Szervezetek
- – António Guterresnek, az Egyesült Nemzetek Szervezete főtitkárának egyik szóvivője azt mondta: „A Főtitkár megkönnyebbült annak hallatán, hogy megállapodás született a harcok befejezéséről. Mi mindig a civilek jólétére összpontosítottunk, hogy a humanitárius szállítmányok célba érjenek, és fontos volt az életek megvédése. Reméljük a Minszki Csoport társelnökletével elért célok mellett ezek is konzisztensen megvalósulnak.”[15]
- – Az Európai Unió üdvözölte a harcok abbamaradását, és reméli, hogy az elkövetkező tárgyalások egy fenntartható állapot kirajzolódásához vezetnek.[16]
- – A Türk Tanács főtitkára gratulált Azerbajdzsán elnökének „azért a történelmi tettért, hogy felszabadította elfoglalt területeit, és visszaszerezte azok felett a szuverenitását.”[17]

#### Országok
- – Az Egyesült Királyság üdvözölte a megállapodást, és mindkét felet arra ösztönözte, dolgozzanak a viták tartós megoldásán.[18]
- – Franciaország szerint elengedhetetlen volt a harcok beszüntetése, és arra sürgette Azerbajdzsánt, hogy tartsa be a megállapodásban leírtakat.[19]
- – Grúzia elnöke, Szalome Zurabisvili gratulált Azerbajdzsánnak és Örményországnak, hogy sikerült véget vetni a fegyveres konfliktusnak, együttérzéséről biztosította a harcban elesettek családjait, és remélte, hogy egy új korszak veszi kezdetét a Dél-Kaukázusban.[20]
- – Irán üdvözölte a megállapodás aláírását, és reméli, hogy ez egy végleges megállapodáshoz vezet, mely bebiztosítja a régióban a békét.[21]
- – Oroszország elnöke, Vlagyimir Putyin azt mondta: „Azt feltételezzük, hogy az elért megállapodás végleg kijelölte azokat a feltételeket, melyek mentén végleg rendezik majd Hegyi-Karabah helyzetét, melynek alapja az igazságosság, valamint az örmény és az azeri nép java kell hogy legyen.[4]
- – A pakisztáni külügyminiszter egy nyilatkozatot tett, mely szerint: „Gratulálunk Azerbajdzsán kormányának és baráti népének, hogy felszabadították a területüket.”[22]
- – A török külügyminiszter, Mevlüt Çavuşoğlu a megállapodás aláírása után gratulált Azerbajdzsánnak.[23]